# Liczba Dottie

Liczba Dottie jest punktem stałym funkcji cosinus

Liczba Dottie – liczba niewymierna będąca jedynym rzeczywistym rozwiązaniem równania {\displaystyle x=\cos x,} czyli liczba (wyrażająca miarę kąta w radianach) równa swojemu cosinusowi.
Jej przybliżona wartość to {\displaystyle 0{,}73908513321516}, można ją wyznaczyć poprzez wielokrotne naciskanie klawisza cos na kalkulatorze (niezależnie od wyboru liczby początkowej) do momentu, aż ciąg cyfr na wyświetlaczu przestanie się zmieniać. Jest punktem stałym funkcji cosinus. Na podstawie twierdzenia Lindemanna-Weierstrassa jest też liczbą przestępną. Nazwę Dottie wprowadził w 2007 roku Samuel R. Kaplan.